# Nóż tokarski

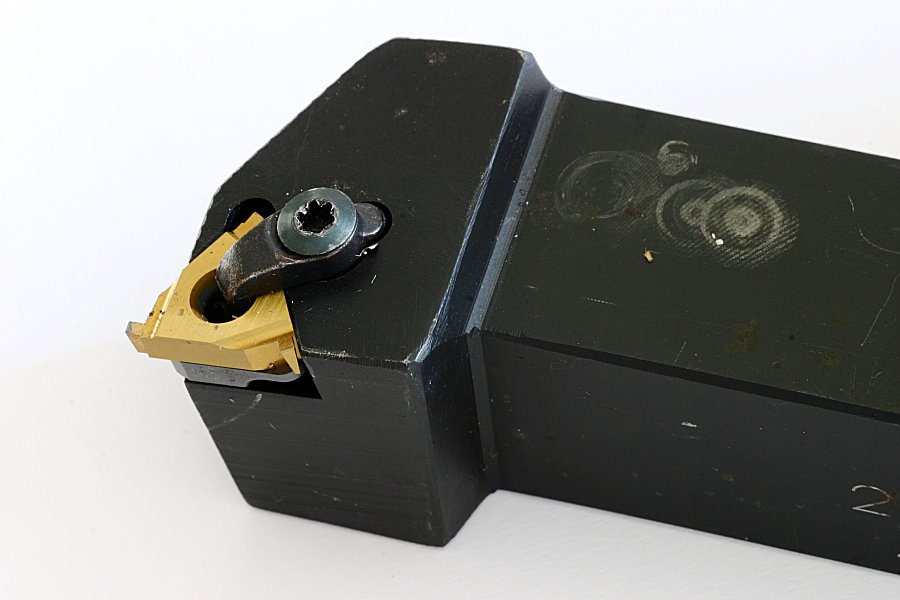
Nóż tokarski z wymienną płytką z węgliku spiekanego

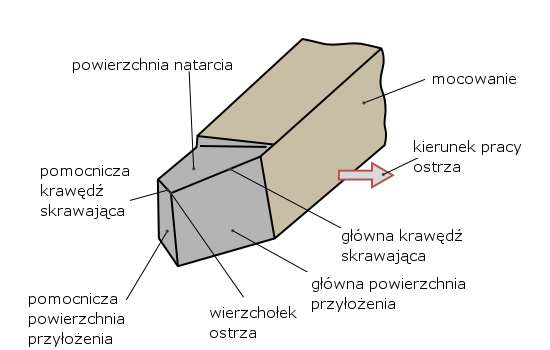
Geometria noża tokarskiego

Nóż tokarski – narzędzie skrawające jednoostrzowe stosowane do obróbki toczeniem.  Noże tokarskie używane są na wszelkiego rodzaju tokarkach.  

## Budowa noża tokarskiego
W budowie noża tokarskiego wyróżniamy dwie podstawowe części: część roboczą i część chwytową. Część chwytowa noża tokarskiego służy do jego zamocowania w imaku obrabiarki. W części roboczej noża tokarskiego, która jest bezpośrednio związana z procesem skrawania, wyróżniamy:
- powierzchnię natarcia – spływa po niej wiór oddzielony od obrabianego przedmiotu
- powierzchnię przyłożenia – jest zwrócona do obrabianej powierzchni przedmiotu
- krawędź skrawającą – linia przecięcia powierzchni natarcia z powierzchnią przyłożenia
- ostrze – część robocza narzędzia ograniczona powierzchniami natarcia i przyłożenia
- naroże – miejsce przecięcia się krawędzi skrawającej głównej z krawędzią pomocniczą.

Część robocza noża tokarskiego może być wykonana:
- ze stali szybkotnącej – są to noże stosowane do obróbki stali i staliwa, żeliwa oraz miękkiego mosiądzu,
- w postaci jedno- lub wieloostrzowych płytek z węglików spiekanych gatunku S lub H. Płytki gatunku S stosuje się do obróbki stali węglowej, staliwa, stali narzędziowej niehartowanej i stali nierdzewnej. Płytki gatunku H stosuje się do obróbki żeliwa, mosiądzu, brązu fosforowego, stopów lekkich i żeliwa ciągliwego.

## Rodzaje noży tokarskich
Według kryterium przystosowania do określonej metody obróbki rozróżnia się: 
- noże punktowe (ogólnego przeznaczenia)
  - noże imakowe
    - noże jednolite
    - noże łączone w sposób trwały
    - noże składane

  - noże do głowic rewolwerowych
    - noże promieniowe
    - noże styczne
- noże kształtowe
  - noże o ruchu promieniowym
    - noże jednolite
    - noże łączone w sposób trwały
    - noże składane
      - noże płytkowe
      - noże słupkowe
      - noże krążkowe

  - noże o ruchu stycznym
- noże obwiedniowe

Noże tokarskie do obróbki drewna dzieli się na:
- ręczne
  - noże żłobkowe
  - wyżłobiaki
  - wytaczaki
  - noże do gwintów
- suportowe – o podobnym przeznaczeniu i kształcie ostrza jak noże tokarskie ręczne, lecz krótsze i grubsze.